# Alison Eastwood
Alison Eastwood (Carmel-by-the-Sea, 22 maggio 1972) è un'attrice, regista, produttrice cinematografica, produttrice televisiva ed ex modella statunitense.

## Biografia
Alison Eastwood è figlia dell'attore e regista Clint Eastwood e della prima moglie Maggie Johnson. Ha un fratello maggiore, Kyle Eastwood e diversi fratelli e sorelle. I suoi genitori divorziarono quando aveva 12 anni.
Nei film Corda tesa e Il corriere - The Mule recitò insieme a suo padre Clint.

### Vita privata
Nel 2000 è stata sposata per nove mesi con l'attore Kirk Fox. Nel dicembre 2004 ha perso il fidanzato Michael Combs, morto in un incidente sulla neve.
Il 15 marzo 2013 ha sposato lo scultore Stacy Poitras.

## Filmografia

### Attrice

#### Cinema
- Bronco Billy, regia di Clint Eastwood (1980), non accreditata
- Fai come ti pare (Any Which Way You Can), regia di Buddy Van Horn (1980), non accreditata
- Corda tesa (Tightrope), regia di Richard Tuggle (1984)
- Potere assoluto (Absolute Power), regia di Clint Eastwood (1997)
- Mezzanotte nel giardino del bene e del male (Midnight in the Garden of Good and Evil), regia di Clint Eastwood (1997)
- Solo una questione di sesso (Just a Little Harmless Sex), regia di Rick Rosenthal (1998)
- Suicide, the Comedy, regia di Glen Freyer (1998)
- La colazione dei campioni (Breakfast of Champions), regia di Alan Rudolph (1999)
- Friends & Lovers, regia di George Haas (1999)
- If You Only Knew, regia di David Snedeker (2000)
- Poolhall Junkies, regia di Mars Callahah (2002)
- The Bend, regia di John Humber – cortometraggio (2002)
- Black Out - Catastrofe a Los Angeles, regia di Joseph Zito (2003)
- Flatbush, regia di A. Karim Karmi (2005)
- The Lost Angel, regia di Dimitri Logothetis (2005)
- Don't Tell, regia di Isaac H. Eaton (2005)
- How to Go Out on a Date in Queens, regia di Michelle Danner (2006)
- Waitin' to Live, regia di Joey Travolta (2006)
- One Long Night, regia di David Siquerios (2007)
- Oltre la legge (Once Fallen), regia di Ash Adams (2010)
- Henry, regia di Michael Bernard – cortometraggio (2011)
- The Door, regia di Matthew Arnold (2013)
- Cru, regia di Alton Glass (2014)
- Finding Harmony, regia di Dagen Merrill (2014)
- Il corriere - The Mule (The Mule), regia di Clint Eastwood (2018)

#### Televisione
- Indiziata di omicidio (Black and White), regia di Yuri Zeltser – film TV (1999)
- Il mistero della fonte (The Spring), regia di David S. Jackson – film TV (2000)
- Un giorno ti vedrò (I'll Be Seeing You), regia di Will Dixon – film TV (2004)
- Presenze invisibili (They Are Among Us), regia di Jeffrey Obrow – film TV (2004)
- Lesser Evil, regia di Timothy Bond – film TV (2006)

### Regista
- Rails & Ties - Rotaie e legami (Rails & Ties) (2007)
- Battlecreek (2017)

## Doppiatrici italiane
- Isabella Pasanisi in Mezzanotte nel giardino del bene e del male, Il mistero della fonte
- Ilaria Stagni in Corda tesa
- Laura Romano ne Il corriere - The Mule